# Escorxador Municipal (Guissona)
L'Escorxador Municipal és un edifici de Guissona (Segarra) protegit com a bé cultural d'interès local. Es va fer construir per l'alcalde Ramon Petit en un terreny de 400 metres quadrats que havia comprat a Sabí Caba.

## Descripció
És un edifici de planta rectangular cobert a dues aigües amb una façana principal que dona al carrer del Tint i una façana lateral al carrer Tapioles.
Destaca la façana principal de pedra arrebossada i pintada d'estil modernista, amb un predomini de línies rectes i decoracions amb maons en motllures i cornises. Aquesta façana principal es divideix en tres cossos. El central sobresurt de la resta i presenta en el primer pis una portada rectangular emmarcada per un arc de mig punt que es recolza en una línia d'imposta, i damunt d'aquesta un frontó triangular esgraonat amb un cercle de maons al centre; els cossos laterals són simètrics i estan formats per una doble obertura d'arc de mig punt, damunt de la qual trobem una motllura de maons en forma d'arc rebaixat, i la continuació de la línia d'imposta del cos central.
En la façana lateral hi ha dos grans finestrals i una porta d'arc escarser, que utilitza el maó com a element decoratiu. El coronament d'aquest edifici ens recorda la Casa Amatller, obra de Puig i Cadafalch i també als models constructius del nord d'Europa.